# Solvayhütte

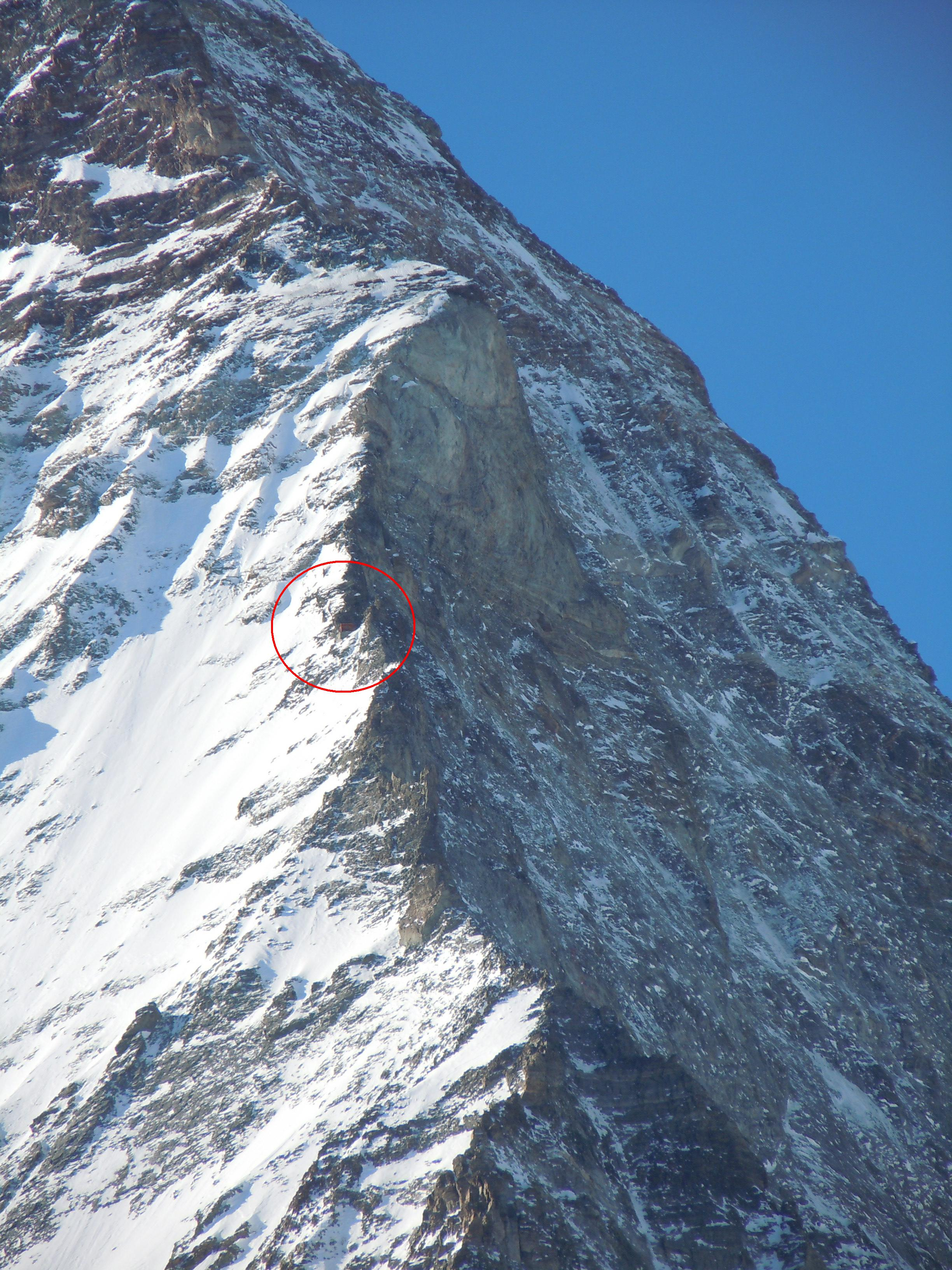
Lage der Hütte auf dem Hörnligrat

Die Solvayhütte, auch Solvaybiwak, ist eine Biwakschachtel des Schweizer Alpen-Clubs am Matterhorn bei Zermatt in den Walliser Alpen. Sie liegt am meistbegangenen Anstiegsweg, dem Hörnligrat, dem Nordostgrat des Matterhorns.

## Geschichte
Die ab 1915 erbaute, aber erst 1917 fertiggestellte, Solvay-Unterkunft genannte Hütte liegt auf 4003 m und wird vom Schweizer Alpen-Club (SAC) betrieben. Die Solvayhütte ist die einzige SAC-Hütte, die dem SAC-Zentralverband selbst gehört.

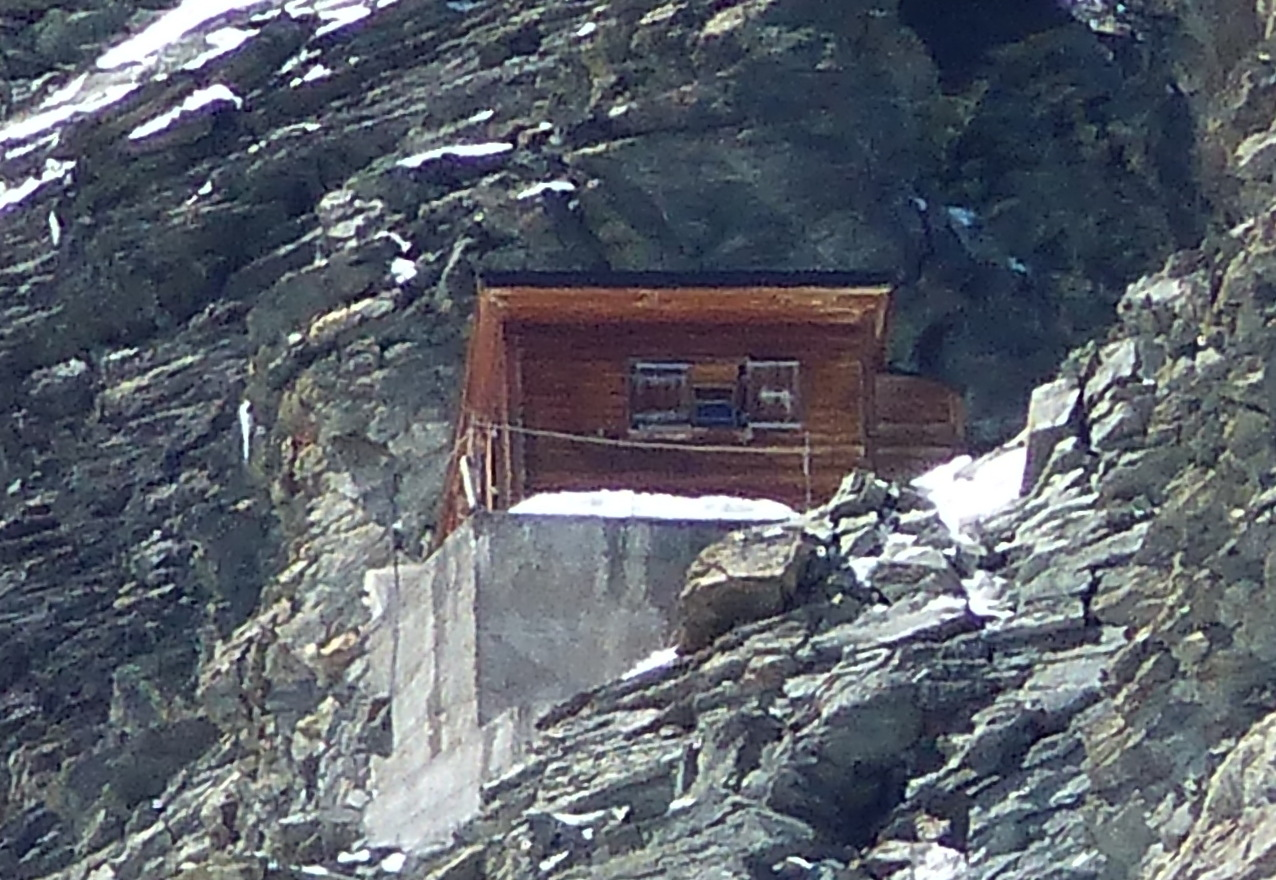
Solvayhütte von der Hörnlihütte aus fotografiert.

Sie bietet 10 Schlafplätze und ist mit einem Funktelefon ausgerüstet. Ihren Namen trägt die Hütte nach dem Stifter Ernest Solvay, einem belgischen Chemiker und Industriellen.
Die Hütte ist nur als Notunterkunft zu benutzen, was auch heute noch gilt: Die Unterkunft kann für die Nacht nur im Abstieg benutzt werden und nur im Notfall, hiess es im Hüttenbuch des SAC im Jahre 1931, und weiter: Der Hüttenwart der Hörnlihütte ist befugt, eine Busse von Fr. 10.- pro Person zu erheben, welche ohne genügenden Grund die Nacht im Refuge Solvay zubringt. Dennoch wird heutzutage zum Ärgernis vieler Alpinisten regelmässig und geplant in der Hütte übernachtet. Die Hörnlihütte liegt gut 1100 Meter ostnordöstlich und 743 Meter unterhalb der Solvayhütte.

## Karten
- Landeskarte der Schweiz Blatt 2515 Zermatt-Gornergrat (1:25.000)
- Landeskarte der Schweiz Blatt 1347 Matterhorn (1:25.000)
- Landeskarte der Schweiz Blatt 5006 Matterhorn – Mischabel (1:50.000)
- Landeskarte der Schweiz Blatt 5028T Monte Rosa – Matterhorn (1:50.000)
- Landeskarte der Schweiz Blatt 283 Arolla (1:50.000)
- Landeskarte der Schweiz Blatt 283T Arolla (1:50.000)[6]